# Jeriquara
Jeriquara este un oraș în São Paulo (SP), Brazilia.